# Helen Barnett-Burkart
Helen Catherine Barnett-Burkat (ur. 13 maja 1958 w Londynie) – brytyjska, a następnie szwajcarska biegaczka sztafetowa. Była rekordzistka kraju.

## Kariera

### Wielka Brytania
W 1982 roku Helen Barnett reprezentowała Anglię na Igrzyskach Wspólnoty Narodów 1982 w Brisbane, startując w biegu na 200 metrów. Na Letnich Igrzyskach Olimpijskich 1984 w Los Angeles Helen Barnett odpadła w półfinale, startując w biegu na 400 metrów oraz zajęła 4. miejsce w finale sztafety 4 × 400 metrów. Dwa lata później na Igrzyskach Wspólnoty Narodów 1986 w Edynburgu startowała w tej samej konkurencji co cztery lata wcześniej.

### Szwajcaria
Na Letnich Igrzyskach Olimpijskich 1992, tym razem jako Helen Barnett-Burkart, wraz z trzema innymi zawodniczkami startowała w sztafecie 4 × 400 metrów. Na Mistrzostwach Świata w Lekkoatletyce 1993 kwartet złożony z niej oraz Reginy Zürcher, Marquity Brillante i Kathrin Lüthi zajął 8. miejsce i ustanowił ówczesny rekord kraju, który wyniósł 3:28:52.

## Życie prywatne
Wyszła za mąż za szwajcarskiego sprintera Stefana Burkarta. Ich syn Nishan Burkart jest piłkarzem.